# Monumento a Juana Alarco de Dammert
El monumento a Juana Alarco de Dammert es un bien mueble integrante del Patrimonio Cultural de la Nación por el Ministerio de Cultura mediante la Resolución Viceministerial N°053-2018-VMPCIC-MC el 24 de abril de 2018. Obra del escultor peruano David Lozano, fue inaugurado el 31 de enero de 1922 y forma parte del Parque del mismo nombre, ubicado en el centro histórico de Lima.

## Descripción
El busto de la dama fue fundido en la Escuela de Artes y Oficios en 1922, de un modelo artísticamente en bronce, pintado de negro, con 100 centímetros de alto, 78 de ancho y 99 de fondo. El busto la retrata de medio cuerpo y posición frontal, con los brazos cruzados sobre el abdomen, viste blusa con encaje y bordados, cuello con bobos, y manto sobre los hombros, lleva el cabello recogido en un moño.
El busto descansa sobre un pedestal de granito que mide 245 centímetros de alto, 190 de ancho y 192 de fondo. El pedestal es de forma trapezoidal, colocado sobre un basamento cuadrangular en una plataforma circular de nueve metros de diámetro aproximadamente.

## Historia

### Concepción y fabricación de la escultura
En la sesión del Consejo Provincial de Lima del 20 de mayo de 1922, el alcalde Pedro José Rada y Gamio recibió la propuesta de concederle a Juana Alarco de Dammert una medalla de oro que simbolizara la gratitud de la ciudad de Lima a su benefactora, así como designar con su nombre uno de los parques de la capital y que en él se levantara un busto que le rinda homenaje.
El busto de Juana Alarco de Dammert fue inaugurado el 31 de diciembre de 1922 en presencia de la representada, quien en alguna oportunidad expresó: 

“El parecido es perfecto, pero la actitud con que me encuentro no refleja la realidad, pues yo, nunca en mi vida, anduve con los brazos cruzados” (Hamann 2015: 266).

Años más tarde, la Municipalidad de Lima instaló junto al monumento un parque de niños. Durante muchos años, se realizaron celebraciones masivas por el día de la Madre en este parque, rindiendo homenaje a la “abuelita de los niños”. 

### Autor: David Lozano
David Lozano nació en El Callao, el 7 de enero de 1865 y murió en Lima, el 16 de enero de 1936. Se inició como dibujante en El Perú Ilustrado en 1889. Tuvo a su cargo la parte gráfica en la obra Galería de retratos de los gobernantes del Perú independiente, editada por José Antonio de Lavalle. 
Se dedicó después a la escultura, guiado tan solo por su propia iniciativa y genio creador. Sus principales obras escultóricas fueron: los monumentos al mariscal Antonio José de Sucre, a Manco Cápac, a Ramón Castilla y a Juana Alarco de Dammert; los bustos de Francisco Javier de Luna Pizarro en el Congreso y el de José Antonio Miró Quesada, en el vestíbulo del local de El Comercio.

## Ubicación
El busto de bronce de Juana Alarco de Dammert se encuentra en el parque que lleva su mismo nombre, también denominado como parque Neptuno, el cual está ubicado en el cruce de las avenidas Paseo de la República, España, Paseo Colón y a la altura de la cuadra quince de Garcilaso de la Vega; en el Cercado de Lima.